# صوفتي
صوفتي هو فيلم كيني لعام 2020 مقتبس من حياة الناشط السياسي والمصور الصحفي بونيفاس موانجي وعائلته. عُرِض الفيلم الذي أخرجه سام سوكو لأول مرة دوليًا في مهرجان صندانس السينمائي 2020 حيث فاز بجائزة لجنة تحكيم خاصة عن التحرير. فاز فيلم صوفتي بجائزة أفضل فيلم وثائقي في مهرجان ديربان السينمائي الدولي (DIFF) 2020. وقد أهَّلت الجائزة الفيلم للنظر إليه ووضعه بالقائمة المختصرة لحفل توزيع جوائز الأوسكار الثالث والتسعين.

## المهرجانات السينمائية
عُرض الفيلم في المهرجانات السينمائية الدولية بما في ذلك مهرجان كوبنهاغن الدولي للأفلام الوثائقية ومهرجان الفيلم الوثائقي كامل الإطار ومهرجان لقاءات جنوب أفريقيا حيث فاز بجائزة أفضل فيلم. كان فيلم صوفتي أيضًا الفيلم الافتتاحي في مهرجان هوت دوكس السينمائي وفي مهرجان حقوق الإنسان الذي أقيم في برلين.

## الحبكة
يحكي الفيلم قصة بطل الرواية بونيفاس موانجي -الملقب بـ "صوفتي "-، في سنوات طفولته ولكن من المفارقات أن يكون أحد أكثر النشطاء جرأة في كينيا في طليعة محاربة الظلم في البلد. يخلق نشاطه والخطر المستمر الذي يشكله الطريق الذي اختاره على حياته وحياة عائلته اضطرابًا هائلاً بينه وبين زوجته نجيري موانجي التي تحمي عائلتها.
يروي الفيلم رحلة الناشط التي استمرت سبع سنوات بدءًا من احتجاجات الشوارع المليئة بالفوضى وتوجت بقرار بونيفاس بالترشح لمقعد سياسي في حي طفولته -دائرة ستاره- حيث يواجه واقع تحدي السلالات السياسية القوية.

## الجوائز
- جائزة لجنة تحكيم السينما العالمية الوثائقية الخاصة عن التحرير[10] - مهرجان صاندانس السينمائي 2020
- أفضل فيلم[7] - لقاءات جنوب أفريقيا الفيلم الوثائقي الدولي للعام الـ22
- أفضل فيلم وثائقي[11] - مهرجان ديربان السينمائي الدولي (DIFF) 2020

## الإنتاج
بدأ إنتاج فيلم صوفتي في عام 2013 بعد لقاء بين مخرج الفيلم والمنتج سام سوكو وبونيفاس موانجي، قرر سوكو الذي أخرج عدة مقاطع فيديو وأفلام موسيقية قصيرة فقط بحلول ذلك الوقت أن يجرب مهارته في إخراج فيلم وثائقي. كانت الخطة الأولية هي تصوير مقطع فيديو قصير والذي سيستغرق عام واحد فقط لتصويره، ولكن في النهاية تطورت القصة إلى قصة رئيسية حول السياسة والأسرة وما يعنيه أن تكون مواطنًا كينيًا شغوفًا بالتغيير.
لذلك يُعتبر هذا الفيلم هو أول فيلم وثائقي طويل لسوكو.